# Ezraela (inslagkrater)
Ezraela is een inslagkrater op de planeet Venus. Ezraela werd in 1997 genoemd naar Ezraela, een Hebreeuwse meisjesnaam.
De krater heeft een diameter van 7,8 kilometer en bevindt zich in het quadrangle Pandrosos Dorsa (V-5).